# Tai Po (distrito)

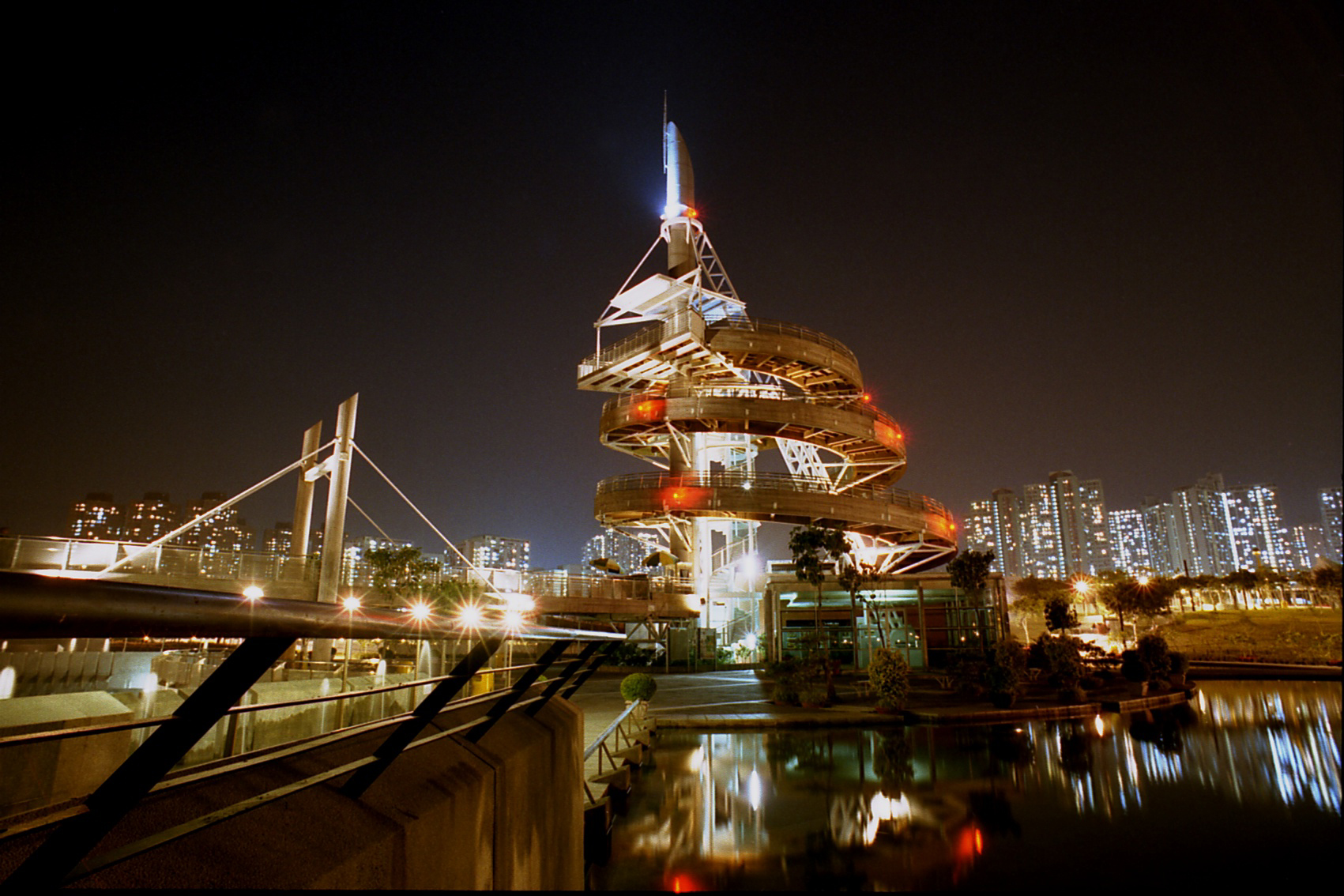
Spiral Lookout Tower no Tai Po Waterfront Park.

 O distrito de Tai Po é um dos 18 Distritos de Hong Kong. Ele abrange as áreas de Tai Po , Tai Po Kau, Kok Ting, Cove Plover e a parte norte da Península Sai Kung em ambas as margens do Canal Tolo. Localiza-se nos Novos Territórios Oriental. O centro administrativo do distrito é de Tai Po Town (Cidade Nova).  

## Densidade
Como Yuen Long, a área de Tai Po costumava ser um tradicional mercado da cidade. Com a Nova Cidade, desenvolvendo-se em torno da área de Tai Po e em terras reclamadas sobre os estuários dos rios Lam Tsuen e Tai Po. Havia uma população de 310.879, em 2001. O distrito possui a terceira menor a densidade populacional do país. 